# Johann Encke
Johann Franz Encke (Hamburg, 23 september 1791 – Spandau, 26 augustus 1865) was een Duits astronoom. Hij wordt soms verward met Karl Ludwig Hencke die ook een Duits astronoom was.
Hij is voornamelijk bekend voor zijn onderzoekingen omtrent de naar hem genoemde komeet (komeet Encke) en de Enckescheiding die hij in de A-ring van de ringen van Saturnus in 1837 ontdekte.
In 1825 werd hij directeur van de sterrenwacht van Berlijn. En vanaf 1828 redigeerde hij de Berliner Astronomisches Jahrbuch.